# Harald Tom Nesvik

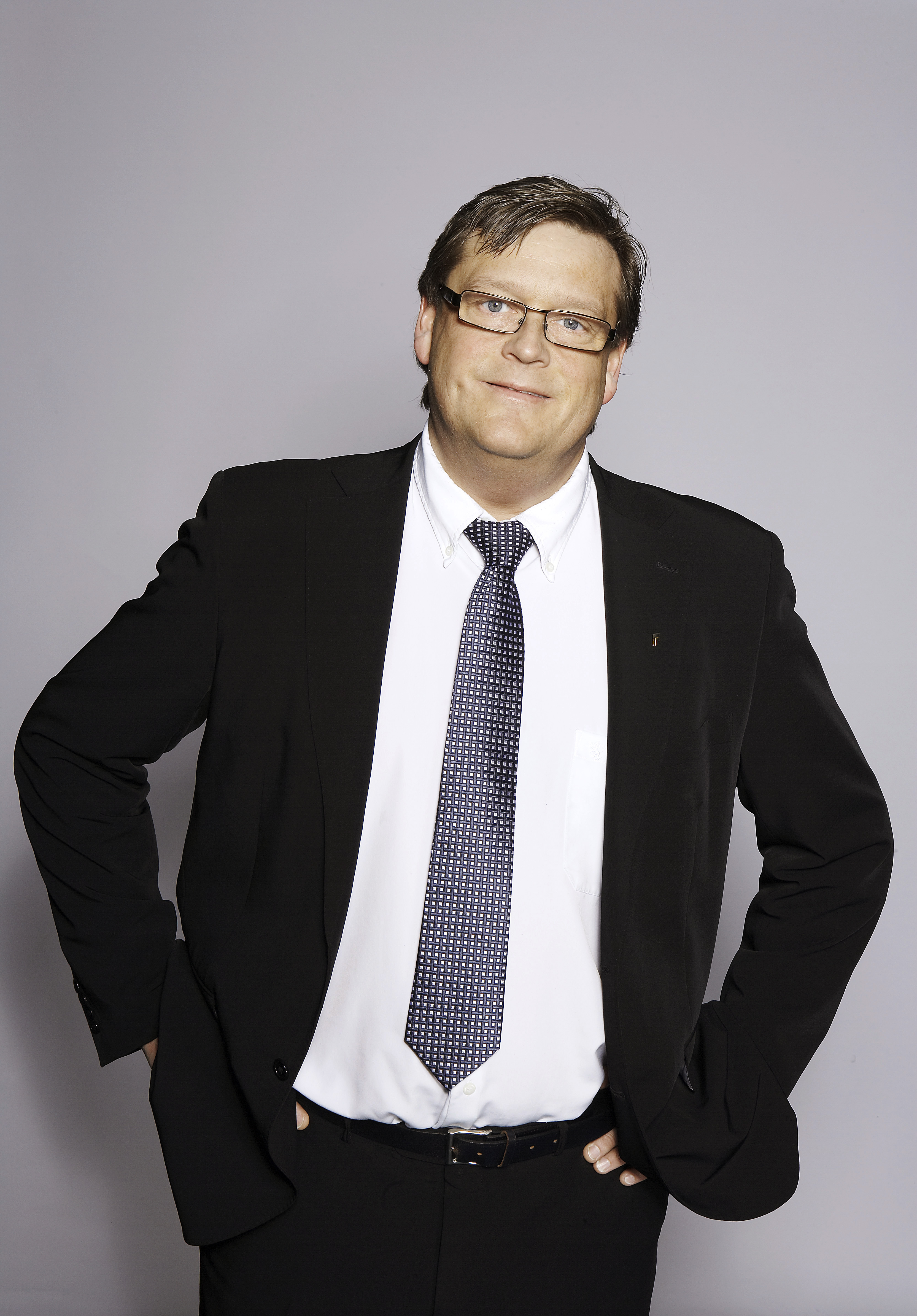
Harald Tom Nesvik

Harald Tom Nesvik (* 4. Mai 1966 in Ålesund) ist ein norwegischer Politiker der Fremskrittspartiet (FrP). Von August 2018 bis Januar 2020 war er Fischereiminister in der Regierung Solberg.

## Politische Karriere
Harald Tom Nesvik war von 1987 bis 2009 Mitglied des Stadtrates von Ålesund. 1997 zog er erstmals in das norwegische Parlament, das Storting, ein und war dort bis 2017 als Vertreter der Provinz Møre og Romsdal tätig. In den Jahren 2001 bis 2005 und 2011 bis 2017 war er dabei Mitglied des Fraktionsvorstands, ab 2013 als Fraktionsvorsitzender. Bei der Parlamentswahl 2017 trat Nesvik nicht mehr an.
Im Juni 2017 wurde verkündet, dass er ab Januar 2019 das Amt des Fylkesmanns in Møre og Romsdal ausführen werde. Im Mai 2018 gab er jedoch bekannt, dass er dieses Amt doch nicht übernehmen wolle. Er begründete dies damit, dass er seiner Familie die Pendelei von ihrem Wohnort Ålesund nach Molde nicht zumuten wolle. Im August 2018 wurde er zum Fischereiminister ernannt. Mit dem Regierungsaustritt der FrP schied er am 24. Januar 2020 aus diesem Amt aus.
Im Jahr 2002 erregte er Aufmerksamkeit, als er aussagte, er hätte George W. Bush und Tony Blair wegen ihres Kampfes gegen den Terrorismus nach den Anschlägen des 11. Septembers 2001 für den Friedensnobelpreis nominiert.